# Saison 14 de NCIS : Enquêtes spéciales
Chronologie
Saison 13 Saison 15
Cet article présente le guide des épisodes de la quatorzième saison de la série télévisée américaine NCIS : Enquêtes spéciales.

## Distribution

### Acteurs réguliers
- Mark Harmon (VF : Hervé Jolly) : Leroy Jethro Gibbs, chef d'équipe du NCIS
- Pauley Perrette (VF : Anne O'Dolan) : Abigail Sciuto[1], experte scientifique du NCIS
- Sean Murray (VF : Adrien Antoine) : Timothy McGee[1], agent spécial du NCIS
- Brian Dietzen (VF : Christophe Lemoine) : Jimmy Palmer , médecin légiste assistant du NCIS
- Emily Wickersham (VF : Barbara Beretta) : Eleanor « Ellie » Bishop, agent spécial du NCIS
- Rocky Carroll (VF : Serge Faliu) : Leon Vance[1], directeur du NCIS
- David McCallum (VF : Michel Le Royer) : Donald Mallard[1], médecin légiste du NCIS
- Wilmer Valderrama (VF : Eilias Changuel) : Nick Torres[2], agent spécial du NCIS
- Jennifer Esposito (VF : Marie Chevalot) : Alexandra Quinn[3], agent spécial du NCIS
- Duane Henry (VF : Jean-Baptiste Anoumon) : Clayton Reeves[4] (à partir de l'épisode 5)

### Acteurs récurrents
- Joe Spano : Tobias Fornell, agent senior du FBI (meilleur ami et colocataire de Jethro Gibbs) (épisodes 1, 3 et 10)
- Laura San Giacomo : Dr Grace Confalone, psychologue (épisode 3)
- Margo Harshman : Delilah Fielding, analyste du DOD (petite amie puis femme de Timothy McGee) (épisodes 4 et 23)
- Robert Wagner : Anthony DiNozzo Sr., père d'Anthony DiNozzo (épisodes 7 et 14)

### Invités
- Patrick Labyorteaux : Capitaine de vaisseau, Bud Roberts Jr. (de JAG) (épisode 1)
- Tony Gonzalez : Tony Francis, agent spécial du NCIS (épisodes 5 et 6)
- Mary Stuart Masterson : Jenna Fleming, membre du congrès[5] (épisodes 9, 16 et 17)
- Bruce McGill : Henry Rogers[6] (épisode 19)

## Production
Le 29 février 2016, la série avait été renouvelée pour une treizième et quatorzième saison.
La quatorzième saison comporte 24 épisodes et est diffusée du 20 septembre 2016 au 16 mai 2017 sur CBS.
En Suisse, la série est diffusée du 12 février 2017 au 19 novembre 2017 sur RTS Un.
En France les épisodes 1 à 9 (sans le 8) ont été diffusés du 14 avril 2017 au 2 juin 2017 sur M6. La diffusion reprend avec l'épisode manquant le 1er septembre 2017 jusqu'au 15 décembre 2017.
Cette saison marque l'arrivée de Wilmer Valderrama et Jennifer Esposito dans les rôles de Nick Torres et Alexandra Quinn comme personnage principal.
Duane Henry, devient également personnage principal à partir de l'épisode 5. 
Joe Spano, Laura San Giacomo, Margo Harshman et Robert Wagner, sont revenus en tant que récurrents dans un ou plusieurs épisodes de cette saison.
L'épisode 15 de la saison marque un nouveau crossover avec NCIS : Nouvelle-Orléans, qui se termine dans l'épisode 14 de la saison 3 de NCIS : Nouvelle-Orléans.  

## Épisodes

### Épisode 1:Une nouvelle ère
- États-Unis /  Canada : 20 septembre 2016[8] / Global
- Suisse : 12 février 2017 sur RTS Un
- France : 14 avril 2017 sur M6

- États-Unis : 15,99 millions de téléspectateurs[9]
- Canada : 2,44 millions de téléspectateurs[10] (première diffusion + différé 7 jours)
- France : 3,40 millions de téléspectateurs[11](première diffusion)

- Joe Spano : Tobias Fornell, agent sénior du FBI (1/3)
- Patrick Labyorteaux : Capitaine de corvette Bud Roberts, Jr., avocat du JAG
- Sol Rodriguez : Elena Silva
- Juan Carlos Cantu : Leo Silva
- Nicholas Gonzalez : David Silva
- Shaw Jones : Commandant de la Navy George Campbell
- Ciara Bravo : Amanda Campbell
- Gina Gallego : Juge Monica Fernandez
- Brian Michael Jones : Terry Mahler, agent en probation
- Pilar Holland : Lucia Campbell, avocate du JAG
- Bayardo De Murguia : Franco Alvarez

- Troisième crossover avec la série JAG avec l'apparition de Bud Roberts Jr..
- Introduction de deux nouveaux agents du NCIS, Nicholas Torres et Alexandra Quinn.

### Épisode 2:Les Mauvais Garçons
- États-Unis /  Canada : 27 septembre 2016 sur CBS / Global
- Suisse : 12 février 2017 sur RTS Un
- France : 21 avril 2017 sur M6

- États-Unis : 15,52 millions de téléspectateurs[12]
- Canada : 2,43 millions de téléspectateurs[13] (première diffusion + différé 7 jours)
- France : 3,42 millions de téléspectateurs[14](première diffusion)

- Vernée Watson : Miss Helen Frimkes
- John Kapelos : Vice Principal Vic Castor
- Braden Lynch : Neal Sherwood
- Joshua LeBar : Adam Cooper
- Devin Sidell : Angela Russell
- Amy Gumenick : Katrina Cooper
- Mike Falkow : Jim Bruno
- Conner Marx : Milo Torbush

- Palmer fait allusion au film culte des années 1980 The Breakfast Club.
- Gibbs rêvait d'être peintre au lycée.

### Épisode 3:Pour quelques pièces d'or
- États-Unis /  Canada : 4 octobre 2016 sur CBS / Global
- Suisse : 19 février 2017 sur RTS Un
- France : 28 avril 2017 sur M6

- États-Unis : 14,44 millions de téléspectateurs[15]
- Canada : 2,07 millions de téléspectateurs[16] (première diffusion + différé 7 jours)
- France : 3,13 millions de téléspectateurs[17](première diffusion)

- Joe Spano : Tobias C. Fornell, agent senior du FBI (2/3)
- Laura San Giacomo : Dr Grace Confalone, psychologue
- Brandon Quinn : Gregg Abell
- Nina Rausch : Devon Hill
- La Monde Byrd : Capitaine Rand Kraus
- Matthew Holmes : Griffin Dorn, agent de la CIA
- John Burke : Dr Chris Friedman
- Andy Wagner : Cody, policier du métro
- Marie Oldenbourg : Sergent Erin Hill
- Richard Wharton : homme lavant des vitres

### Épisode 4:La Croisière tigre
- États-Unis /  Canada : 11 octobre 2016 sur CBS / Global
- Suisse : 19 février 2017 sur RTS Un
- France : 5 mai 2017 sur M6

- États-Unis : 14,77 millions de téléspectateurs[18]
- Canada : 2,27 millions de téléspectateurs[19] (première diffusion + différé 7 jours)
- France : 3,27 millions de téléspectateurs[20](première diffusion)

- Margo Harshman :Delilah Fielding, analyste du DOD (1/2)
- Andrea Grano : Commandante de la Navy, Eleadora Rey
- Andrew Bowen : Merrick Gomer
- Wilmer Calderon : Wayne Cribbage
- Michael McMillian : David Kemmons
- Madalyn Horcher : Jennifer Baxter
- Mike Wade : première classe Tyrell Brown
- Darin Toonder : Curt Shapiro
- Hayley Erin : Kasey Powers
- Mary Gallagher : Betty Baxter
- Taj Speights : JaVale Brown
- Michele Panu : Kirstin Hoyle
- Jason David : Brock Gomer

### Épisode 5:Philadelphie
- États-Unis /  Canada : 18 octobre 2016 sur CBS / Global
- Suisse : 20 avril 2017 sur RTS Un
- France : 12 mai 2017 sur M6

- États-Unis : 14,76 millions de téléspectateurs[21]
- Canada : 2,22 millions de téléspectateurs[22] (première diffusion + différé 7 jours)
- France : 2,85 millions de téléspectateurs[23](première diffusion)

- Tony Gonzalez : Tony Francis, agent spécial du NCIS
- Henry Wells Nixon : Mason Finley, Officier du MI-6
- Dennis Apergis : Ivan Ahmeti
- Lou DiMaggio : Nestor Carbone
- Dalila Ali Rajah : Connie Falco
- Glenn Keogh : Thompson Daly
- Michael Felix : Quartier-maître troisième classe Gary Falco
- Stephanie Y. Wang : Emily Shaw, lieutenant portuaire

### Épisode 6:Les Poupées russes
- États-Unis /  Canada : 25 octobre 2016 sur CBS / Global
- Suisse : 20 avril 2017 sur RTS Un
- France : 19 mai 2017 sur M6

- États-Unis : 14,08 millions de téléspectateurs[24]
- Canada : 2,16 millions de téléspectateurs[25] (première diffusion + différé 7 jours)
- France : 3,03 millions de téléspectateurs[26](première diffusion)

- Tony Gonzalez : Tony Francis, agent du NCIS
- Emily Alabi : Quartier-maître de première classe Kelly Ristow
- Paul Schackma : Sullivan Brady
- Jonathan Del Arco : Ned Senders
- Richard Fancy : Leonard Weiss
- Andrew Hawkes : Dan Campbell, policier du métro
- Eric Petersen : Dale Weems, enquêteur des fraudes économiques
- Nick Puga : Gregg Rogers, agent de la TSA
- Mariana Da Silva : Dakota James
- Josh Latzer : Olek Lazarenko

### Épisode 7:La Patrie des braves
- États-Unis /  Canada : 15 novembre 2016 sur CBS / Global
- Suisse : 27 avril 2017 sur RTS Un
- France : 26 mai 2017 sur M6

- États-Unis : 14,73 millions de téléspectateurs[27]
- Canada : 2,20 millions de téléspectateurs[28] (première diffusion + différé 7 jours)
- France : 2,54 millions de téléspectateurs[29](première diffusion)

- Robert Wagner : Anthony DiNozzo Sr. (1/2)
- Johnny Rey Diaz : Victor Medina
- Joseph C. Phillips : Phillip Conway
- Peter Macon : Agent spécial Todd Baldwin
- Adam Busch : Arthur Jankowski
- Sonya Balmores : Sandra Cornell, officier de la police métropolitaine
- Julie Carmen : Isabel Medina
- T. Lynn Eanes : Laura Roberts
- Coy Stewart : Brandon Conway
- Tom Costello : Nathan Roberts

### Épisode 8:L'Homme de Guantanamo
- États-Unis /  Canada : 22 novembre 2016 sur CBS / Global
- Suisse : 27 avril 2017 sur RTS Un
- France : 1er septembre 2017 sur M6

- États-Unis : 14,86 millions de téléspectateurs[30]
- Canada : 2,15 millions de téléspectateurs[31] (première diffusion + différé 7 jours)
- France : 2,87 millions de téléspectateurs[32](première diffusion)

- Rafi Silver : Qasim Naasir
- Ryan Doom : George Bishop
- Jesse Bradford : John Bishop
- Jesse Johnson : Robert Bishop
- Aaron Ramzi : Amir Hassan
- John Charles Meyer : Rick Ayers
- Evan Arnold : Gareth Bainbridge
- Jim Abele : Colonel Holt Driscoll
- Kira Sternback : Mary Messier
- Charlie Bodin : Keith Messier
- Odelya Halevi : Samira Hassan
- David Bittick : Sergent Tom Healy

### Épisode 9:Une femme de cran
- États-Unis /  Canada : 6 décembre 2016 sur CBS / Global
- Suisse : 4 mai 2017 sur RTS Un
- France : 2 juin 2017 sur M6

- États-Unis : 14,64 millions de téléspectateurs[33]
- Canada : 2,15 millions de téléspectateurs[34] (première diffusion + différé 7 jours)
- France : 2,68 millions de téléspectateurs[35](première diffusion)

- Mary Stuart Masterson : Jenna Fleming, membre du congrès
- Ciera Payton : Laurie Perkins
- Tommy Savas : Max Sanders
- Angelo Tiffe : Jed Hamilton
- Jeff Griggs : Peter Alden
- June Schreiner : Amy Barrett
- Michael Canavan : Amiral en retraite de la Navy Thomas Garscott
- Mary Anne McGarry : Fern Robbins
- Katherine Disque : Mary Barrett
- Tom Costello : Nathan Roberts
- David Lengel : Carlton Laymer
- Brad Grunberg : Big Ed

### Épisode 10:L'Arnaqueur
- États-Unis /  Canada : 13 décembre 2016 sur CBS / Global
- Suisse : 4 mai 2017 sur RTS Un
- France : 8 septembre 2017 sur M6

- États-Unis : 14,74 millions de téléspectateurs[36]
- Canada : 2,25 millions de téléspectateurs[37] (première diffusion + différé 7 jours)
- France : 3,14 millions de téléspectateurs[38](première diffusion)

- Joe Spano : T.C. Fornell, agent sénior du FBI (3/3)
- Juliette Angelo : Emily Fornell
- Adam Campbell : Ducky jeune
- Adam Croasdell : Angus Clarke jeune
- Caroline Lagerfelt : Victoria Mallard jeune
- Charles Shaughnessy : Balthazar Kilmeany
- Clyde Kusatsu : Monsieur Takumi Rin
- T.J. Linnard : Logan Chase
- Hannah Barefoot : Haley Chase
- Brent Anderson : Capitaine de la Navy Mason Green
- Scott Subiono : Louis Lancaster
- Amanda Jaros : Peg
- Mikie Beatty : Anton Vlastefin alias le chauffeur

### Épisode 11:Opération Willoughby
- États-Unis /  Canada : 3 janvier 2017 sur CBS / Global
- Suisse : 11 mai 2017 sur RTS Un
- France : 15 septembre 2017 sur M6

- États-Unis : 15,79 millions de téléspectateurs[39]
- Canada : 2,43 millions de téléspectateurs[40] (première diffusion + différé 7 jours)
- France : 2,87 millions de téléspectateurs[41](première diffusion)

- Rafi Silver : Qasim Nassir
- Claudia Christian : Officier consulaire belge Louise Moreau
- Travis Schuldt : Paul Miller
- Lanny Joon : Edward Jintao
- Elise Robertson : Alice Miller
- Rick Hall : Larry Lawrence
- Neil Sandilands : Hendric Kruger, agent d'Interpol
- Shaan Sharma : Rani Alfarah, officier inter-service anti-drogue jordanien
- Pat Harvey : Reporter de ZNN
- Monica Lawson : infirmière #1
- Jill Czarnowski (Ottsley, technicien du NCIS)
- Ravi Naidu (Docteur)
- Allyssa Amelia Entz (Lexie Miller)
- Bruce Locke (Kai Chen)

### Épisode 12:Infiltration
- États-Unis /  Canada : 17 janvier 2017 sur CBS / Global
- Suisse : 11 mai 2017 sur RTS Un
- France : 22 septembre 2017 sur M6

- États-Unis : 15,49 millions de téléspectateurs[42]
- Canada : 2,32 millions de téléspectateurs[43] (première diffusion + différé 7 jours)
- France : 3,14 millions de téléspectateurs[44](première diffusion)

- Tobias Jelinek : Bodie Whitman
- Christopher Wiehl : Ramsay Witman alias John Joseph Manning
- Stephen Mendel : Fred Pettis, agent spécial en retraite du NCIS
- Treisa Gary : Hannah
- Paul Ganus : Doyle Roden, directeur adjoint du département de l'énergie
- Connie Jackson : Elaine
- Michael Villar : L'homme de forte carrure
- Jhey Catles : La femme

### Épisode 13:Dos au mur
- États-Unis /  Canada : 24 janvier 2017 sur CBS / Global
- Suisse : 18 mai 2017 sur RTS Un
- France : 29 septembre 2017 sur M6

- États-Unis : 16,21 millions de téléspectateurs[45]
- Canada : 2,39 millions de téléspectateurs[46] (première diffusion + différé 7 jours)
- France : 3,24 millions de téléspectateurs[47](première diffusion)

- Spencer Treat Clark : Ryan Smith
- Josh Coxx : Capitaine de la Navy Paul Smith
- Carol Locatell : Renee Prewdome
- Presilah Nunez : Lieutenant Commandant de la Navy Cheryl Stanley
- Jonathan Medina : Commandant de la Navy Ted Morgan
- Joe Alvarez : Lieutenant Earl Davis
- Matt Jayson : Edgar Stump

### Épisode 14:Double vie
- États-Unis /  Canada : 7 février 2017 sur CBS / Global
- Suisse : 18 mai 2017 sur RTS Un
- France : 6 octobre 2017 sur M6

- États-Unis : 15,57 millions de téléspectateurs[48]
- Canada : 2,16 millions de téléspectateurs[49] (première diffusion + différé 7 jours)
- France : 3,08 millions de téléspectateurs[50](première diffusion)

- Robert Wagner : Anthony DiNozzo, Sr. (2/2)
- Richard Riehle : Walt Osorio
- Jessica Walter : Judith McKnight
- Todd Louiso : Lyle Waznicki
- Nick Jandl : Michael « Mike » Kettering
- Steven Cox : Taj Robinson
- Austin Highsmith : Darlene Jones
- Michael Broderick : Commandant de la Navy James Shelty
- Kristina Klebe : Lieutenant de la Navy Cheryl Dombrowski
- Hermie Castillo : Zeke

### Épisode 15:La Boîte de Pandore
- États-Unis /  Canada : 14 février 2017 sur CBS / Global
- Suisse : 24 septembre 2017 sur RTS Un
- France : 13 octobre 2017 sur M6
- Belgique : 21 mars 2018 sur RTL-TVI

- États-Unis : 15,29 millions de téléspectateurs[51]
- Canada : 2,30 millions de téléspectateurs[52] (première diffusion + différé 7 jours)
- France : 3,21 millions de téléspectateurs[53]

- Scott Bakula : Dwayne Pride
- Lucas Black : Christopher LaSalle
- Barry Shabaka Henley : Earl Goddard
- Alex Carter : Knox Ellicott
- Julia Whelan : Greta Fensternacht
- Desmond Askew : John James Axiom
- Brian Elerding : Phil Kurjak
- Greg Collins : Officier de Police du Métro

### Épisode 16:Le Choix d'Ellie
- États-Unis /  Canada : 21 février 2017 sur CBS / Global
- Suisse : 25 mai 2017 sur RTS Un
- France : 20 octobre 2017 sur M6

- États-Unis : 14,87 millions de téléspectateurs[54]
- Canada : 2,24 millions de téléspectateurs[55] (première diffusion + différé 7 jours)
- France : 2,96 millions de téléspectateurs[56]

- Mary Stuart Masterson : Jenna Flemming, membre du congrès
- Rafi Silver : Qasim Nassir
- Bruce Locke : Kai Chen
- Adam Silver : Dabney Cooper
- Tiffany Daniels : Lieutenant Commandant de la Navy Renee Turner
- Bob Stephenson : Kevin Lane
- Tyson Turrou : Pete
- Grace Rowe : Agent spécial du NCIS Donna Andrews

### Épisode 17:La Chambre des secrets
- États-Unis /  Canada : 7 mars 2017 sur CBS / Global
- Suisse : 1er octobre 2017 sur RTS Un
- France : 27 octobre 2017 sur M6

- États-Unis : 14,17 millions de téléspectateurs[57]
- Canada : 2,17 millions de téléspectateurs[58] (première diffusion + différé 7 jours)
- France : 2,90 millions de téléspectateurs[59](première diffusion)

- Mary Stuart Masterson : Jenna Flemming, membre du congrès
- French Stewart : Paul Triff
- Gena Shaw : Margo Lenkovic
- Blake Berris : Walter Shibberd
- Christopher T. Wood : Peter Shaw, membre du congrès

### Épisode 18:Un devoir de mémoire
- États-Unis /  Canada : 14 mars 2017 sur CBS / Global
- Suisse : 8 octobre 2017 sur RTS Un
- France : 3 novembre 2017 sur M6

- États-Unis : 14,16 millions de téléspectateurs[60]
- Canada : 1,92 million de téléspectateurs[61] (première diffusion + différé 7 jours)
- France : 3,10 millions de téléspectateurs[62](première diffusion)

- John Finn : Général en retraite Charles T. Ellison
- Katherine Cunningham : Lieutenant de la Navy Laura Ellison
- Sean Carrigan : sergent-artilleur Michael Vinton
- Angela Trimbur : ex-quartier-maître Nicole Trainer
- Lucas Kerr : quartier-maître Holden Baxter
- Preston Jones : second-maître David Collins

### Épisode 19:Les Cavaliers solitaires
- États-Unis /  Canada : 28 mars 2017 sur CBS / Global
- Suisse : 15 octobre 2017 sur RTS Un
- France : 10 novembre 2017 sur M6

- États-Unis : 14,35 millions de téléspectateurs[63]
- Canada : 2,01 millions de téléspectateurs[64] (première diffusion + différé 7 jours)
- France : 3,12 millions de téléspectateurs[65](première diffusion)

- Bruce McGill : Henry Rogers
- Peter James Smith : Benjamin Harmey
- Richard Doyle : Le premier vétéran
- William Charles Mitchell : Le second vétéran
- Dinora Walcott : La guide touristique
- Will Radford : Dale Gruber
- Samantha Colburn : Bridget O'Leary
- Delpaneaux Wills : Caporal Andrew Beck
- Jamie Sara Slovon : Trish Collinson

### Épisode 20:Coup de froid
- États-Unis /  Canada : 4 avril 2017 sur CBS / Global
- Suisse : 22 octobre 2017 sur RTS Un
- France : 17 novembre 2017 sur M6

- États-Unis : 13,83 millions de téléspectateurs[66]
- Canada : 2,02 millions de téléspectateurs[67] (première diffusion + différé 7 jours)
- France : 2,83 millions de téléspectateurs[68](première diffusion)

- Mercedes Ruehl : Marie Quinn
- Bruce Boxleitner : Vice-Amiral C. Clifford Chase
- Philip Smithey : Clint Asher
- Michael Drayer : Carlo Hackett
- Brent Briscoe : Buzz

### Épisode 21:Le droit à l'erreur
- États-Unis /  Canada : 18 avril 2017 sur CBS / Global
- Suisse : 29 octobre 2017 sur RTS Un
- France : 24 novembre 2017 sur M6
- Belgique : 27 août 2018 sur RTL-TVI

- États-Unis : 13,32 millions de téléspectateurs[69]
- Canada : 2,08 millions de téléspectateurs[70] (première diffusion + différé 7 jours)
- France : 3,26 millions de téléspectateurs[71](première diffusion)

- Johnny Ray Gill : Royce Layton
- Cherise Boothe : Officier de marine
- Tony Sancho : Mitch Monroe
- Kate Cobb : Reagan Reilly
- Henri Esteve : Johnny Diggs
- Brian Andries : Caporal Kyle Campbell
- James C. Bristow : Alonzo Marcel
- Josef Urban : Le garçon de Rosewood

### Épisode 22:À l'état sauvage
- États-Unis /  Canada : 2 mai 2017 sur CBS / Global
- Suisse : 5 novembre 2017 sur RTS Un
- France : 1er décembre 2017 sur M6
- Belgique : 27 août 2018 sur RTL-TVI

- États-Unis : 12,88 millions de téléspectateurs[72]
- Canada : 2,08 millions de téléspectateurs[73] (première diffusion + différé 7 jours)
- France : 3,06 millions de téléspectateurs[74](première diffusion)

- Elisabeth Röhm : Sergent de la Police montée May Dawson
- Jimmy Akingbola : Gabriel Moore, ambassadeur du Liberia
- Kym Jackson : Phoebe Spitz
- Izzy Diaz : Nelson Ast
- Lorey Hayes : Teta Gayflor
- Jason Rodriguez : Policier de la police montée Brad Cole

### Épisode 23:Une grande occasion
- États-Unis /  Canada : 9 mai 2017 sur CBS / Global
- Suisse : 12 novembre 2017 sur RTS Un
- France : 8 décembre 2017 sur M6
- Belgique : 3 septembre 2018 sur RTL-TVI

- États-Unis : 13,39 millions de téléspectateurs[75]
- Canada : 1,94 million de téléspectateurs[76] (première diffusion + différé 7 jours)
- France : 3,27 millions de téléspectateurs[77](première diffusion)

- Margo Harshman : Delilah Fielding (2/2)
- Mailon Rivera : Commandant Bitterman
- Nick Clifford : Quartier-Maître de première classe Reed Haring
- Tom Williamson : Enseigne Stoddard
- Christina Ferraro : Chef Mary Choi
- Robinne Lee : Doctoresse
- Alex Blue Davis : Vernon Palumbo
- Madeline Bertani : Regina Jones

### Épisode 24:Un pour tous...
- États-Unis /  Canada : 16 mai 2017 sur CBS / Global
- Suisse : 19 novembre 2017 sur RTS Un
- France : 15 décembre 2017 sur M6
- Belgique : 3 septembre 2018 sur RTL-TVI

- États-Unis : 13,33 millions de téléspectateurs[78]
- Canada : 2,23 millions de téléspectateurs[79] (première diffusion + différé 7 jours)
- France : 3,13 millions de téléspectateurs[80](première diffusion)

- Skyler Maxon : Policier militaire Matthew Dean
- Sumalee Montano : Nicole Taggart
- Erin Krakow : Elizabeth Dean
- J. Claude Deering : Curtis Hubley
- Anthony Alabi : Quartier-Maître Christopher Clayton
- Greg Bryan : Donald Burke
- Alicia Urizar : Gabriella
- Helen Sadler : Julie
- Matthew Crowley : Doug
- Emanuel Borria : Ricardo
- Ludo Vika (Sœur Lucita)
- Ethan Torres (Enrique)
- Adolfo Alvarez (Carlos)
- Alfonso Alvarez (Ramon)

## Cotes d'écoute au Canada anglophone

### Portrait global
- La moyenne de cette saison est d’environ 2,19 millions de téléspectateurs[Note 1].

### Données détaillées
| Numéro épisode | Titre original                  | Diffuseur | Date de diffusion originale (2016-2017) | Heure        | Cotes d'écoute (en téléspectateurs) | Classement soirée | Classement semaine |
| -------------- | ------------------------------- | --------- | --------------------------------------- | ------------ | ----------------------------------- | ----------------- | ------------------ |
| 1              | Rogue                           | Global    | Mardi 20 septembre 2016                 | 20 h HE / HP | 2 443 000                           | 2                 | 3                  |
| 2              | Being Bad                       | Global    | Mardi 27 septembre 2016                 | 20 h HE / HP | 2 429 000                           | 2                 | 3                  |
| 3              | Privileged Information          | Global    | Mardi 4 octobre 2016                    | 20 h HE / HP | 2 075 000                           | 1                 | 4                  |
| 4              | Love Boat                       | Global    | Mardi 11 octobre 2016                   | 20 h HE / HP | 2 271 000                           | 1                 | 3                  |
| 5              | Philly                          | Global    | Mardi 18 octobre 2016                   | 20 h HE / HP | 2 221 000                           | 2                 | 3                  |
| 6              | Shell Game                      | Global    | Mardi 25 octobre 2016                   | 20 h HE / HP | 2 165 000                           | 2                 | 4                  |
| 7              | Home of the Brave               | Global    | Mardi 15 novembre 2016                  | 20 h HE / HP | 2 204 000                           | 2                 | 3                  |
| 8              | Enemy Combatant                 | Global    | Mardi 22 novembre 2016                  | 20 h HE / HP | 2 153 000                           | 2                 | 3                  |
| 9              | Pay to Play                     | Global    | Mardi 6 décembre 2016                   | 20 h HE / HP | 2 154 000                           | 1                 | 1                  |
| 10             | The Tie That Binds              | Global    | Mardi 13 décembre 2016                  | 20 h HE / HP | 2 250 000                           | 2                 | 3                  |
| 11             | Willoughby                      | Global    | Mardi 3 janvier 2017                    | 20 h HE / HP | 2 432 000                           | 2                 | 5                  |
| 12             | Off the Grid                    | Global    | Mardi 17 janvier 2017                   | 20 h HE / HP | 2 321 000                           | 1                 | 2                  |
| 13             | Keep Going                      | Global    | Mardi 24 janvier 2017                   | 20 h HE / HP | 2 386 000                           | 1                 | 1                  |
| 14             | Nonstop                         | Global    | Mardi 7 février 2017                    | 20 h HE / HP | 2 164 000                           | 2                 | 4                  |
| 15             | Pandora's Box (Première partie) | Global    | Mardi 14 février 2017                   | 20 h HE / HP | 2 300 000                           | 1                 | 2                  |
| 16             | A Many Splendored Thing         | Global    | Mardi 21 février 2017                   | 20 h HE / HP | 2 237 000                           | 1                 | 4                  |
| 17             | What Lies Above                 | Global    | Mardi 7 mars 2017                       | 20 h HE / HP | 2 172 000                           | 1                 | 2                  |
| 18             | M.I.A.                          | Global    | Mardi 14 mars 2017                      | 20 h HE / HP | 1 921 000                           | 1                 | 4                  |
| 19             | The Wall                        | Global    | Mardi 28 mars 2017                      | 20 h HE / HP | 2 013 000                           | 1                 | 3                  |
| 20             | A Bowl of Cherries              | Global    | Mardi 4 avril 2017                      | 20 h HE / HP | 2 024 000                           | 1                 | 3                  |
| 21             | One Book, Two Covers            | Global    | Mardi 18 avril 2017                     | 20 h HE / HP | 2 077 000                           | 2                 | 2                  |
| 22             | Beastmaster                     | Global    | Mardi 2 mai 2017                        | 20 h HE / HP | 2 083 000                           | 1                 | 3                  |
| 23             | Something Blue                  | Global    | Mardi 9 mai 2017                        | 20 h HE / HP | 1 939 000                           | 1                 | 3                  |
| 24             | Rendezvous                      | Global    | Mardi 16 mai 2017                       | 20 h HE / HP | 2 229 000                           | 1                 | 1                  |